# Glenfarg
Glenfarg (en gaélique écossais : Gleann Fairg) est un village dans les monts Ochil en Perth and Kinross, en Écosse.
Sa population est estimée à 700 habitants en 2020.